# Henry John Spencer
Henry john Spencer (20 dicembre 1770 – 3 luglio 1795) è stato un nobile e diplomatico britannico.

## Biografia
Figlio cadetto di George Spencer, IV duca di Marlborough e sua moglie Caroline Russell, duchessa di Marlborough, fu educato a Eton e Oxford. Considerato sin da giovane un astro nascente, nel 1790 divenne segretario di Lord Auckland, all'epoca ambasciatore nei Paesi Bassi, diventando al contempo membro del Parlamento per Woodstock, la circoscrizione di famiglia. Durante il suo incarico diplomatico dovette sostituire Auckland, dimostrando una tale capacità che ad appena 20 anni venne nominato ministro plenipotenziario nei Paesi Bassi. Nello stesso periodo venne mandato a Vienna come rappresentante del governo britannico all'incoronazione dell'imperatore Francesco II. Due anni dopo fece il suo discorso inaugurale alla Camera dei comuni, non riprendendo incarichi diplomatici fino al 1793. In quell'anno, con lo scoppio della guerra contro la Francia, Auckland venne rimosso dall'ambasciata olandese, e la carriera di Spencer sembrò in stallo. Desideroso di ritornare sul Continente, anche a causa di dissapori con il padre, accettò infine con riluttanza l'incarico di plenipotenziario a Stoccolma, non potendo ambire all'ambasciata in Prussia a causa della sua ancor giovane età. In Svezia rimase per due anni, finché nel 1795 venne destinato a Berlino. Quello che doveva essere il coronamento della sua brillante carriera fu però anche la sua fine: morì infatti di febbri il 3 luglio, ad appena venticinque anni. Mai sposatosi, non lasciò discendenza.

## Ascendenza
|                                          |                                         |                                   | Genitori                                        |  |  | Nonni |  |  | Bisnonni                                 |  |  | Trisnonni                              |  |
|                                          |                                         |                                   |                                                 |  |  |       |  |  | Charles Spencer, III conte di Sunderland |  |  | Robert Spencer, II conte di Sunderland |  |
|                                          |                                         |                                   |                                                 |  |  |       |  |  | Charles Spencer, III conte di Sunderland |  |  | Robert Spencer, II conte di Sunderland |  |
|                                          |                                         | lady Anne Digby                   |                                                 |  |  |       |  |  | Charles Spencer, III conte di Sunderland |  |  |                                        |  |
| Charles Spencer, III duca di Marlborough |                                         |                                   |                                                 |  |  |       |  |  | Charles Spencer, III conte di Sunderland |  |  |                                        |  |
|                                          |                                         | lady Anne Churchill               | John Churchill, I duca di Marlborough           |  |  |       |  |  |                                          |  |  |                                        |  |
|                                          |                                         | lady Anne Churchill               | John Churchill, I duca di Marlborough           |  |  |       |  |  |                                          |  |  |                                        |  |
|                                          |                                         | lady Anne Churchill               | Sarah Jennings                                  |  |  |       |  |  |                                          |  |  |                                        |  |
| George Spencer, IV duca di Marlborough   |                                         | lady Anne Churchill               |                                                 |  |  |       |  |  |                                          |  |  |                                        |  |
|                                          |                                         | Thomas Trevor, II barone Trevor   | Thomas Trevor, I barone Trevor                  |  |  |       |  |  |                                          |  |  |                                        |  |
|                                          |                                         | Thomas Trevor, II barone Trevor   | Thomas Trevor, I barone Trevor                  |  |  |       |  |  |                                          |  |  |                                        |  |
|                                          |                                         | Thomas Trevor, II barone Trevor   | Elizabeth Searle                                |  |  |       |  |  |                                          |  |  |                                        |  |
| hon. Elisabetta Trevor                   |                                         | Thomas Trevor, II barone Trevor   |                                                 |  |  |       |  |  |                                          |  |  |                                        |  |
|                                          |                                         | Elizabeth Burrell                 | Timothy Burrell                                 |  |  |       |  |  |                                          |  |  |                                        |  |
|                                          |                                         | Elizabeth Burrell                 | Timothy Burrell                                 |  |  |       |  |  |                                          |  |  |                                        |  |
|                                          |                                         | Elizabeth Burrell                 | Elizabeth Chilcott                              |  |  |       |  |  |                                          |  |  |                                        |  |
| lord Henry John Spencer                  |                                         | Elizabeth Burrell                 |                                                 |  |  |       |  |  |                                          |  |  |                                        |  |
|                                          | Wriothesley Russell, II duca di Bedford | William Russell, lord Russell     |                                                 |  |  |       |  |  |                                          |  |  |                                        |  |
|                                          | Wriothesley Russell, II duca di Bedford | William Russell, lord Russell     |                                                 |  |  |       |  |  |                                          |  |  |                                        |  |
|                                          | Wriothesley Russell, II duca di Bedford | lady Rachel Wriothesley           |                                                 |  |  |       |  |  |                                          |  |  |                                        |  |
| John Russell, IV duca di Bedford         | Wriothesley Russell, II duca di Bedford |                                   |                                                 |  |  |       |  |  |                                          |  |  |                                        |  |
|                                          |                                         | Elizabeth Howland                 | John Howland                                    |  |  |       |  |  |                                          |  |  |                                        |  |
|                                          |                                         | Elizabeth Howland                 | John Howland                                    |  |  |       |  |  |                                          |  |  |                                        |  |
|                                          |                                         | Elizabeth Howland                 | Elizabeth Child                                 |  |  |       |  |  |                                          |  |  |                                        |  |
| lady Caroline Russell                    |                                         | Elizabeth Howland                 |                                                 |  |  |       |  |  |                                          |  |  |                                        |  |
|                                          |                                         | John Leveson-Gower, I conte Gower | John Leveson-Gower, I barone Gower              |  |  |       |  |  |                                          |  |  |                                        |  |
|                                          |                                         | John Leveson-Gower, I conte Gower | John Leveson-Gower, I barone Gower              |  |  |       |  |  |                                          |  |  |                                        |  |
|                                          |                                         | John Leveson-Gower, I conte Gower | lady Catherine Manners                          |  |  |       |  |  |                                          |  |  |                                        |  |
| lady Gertrude Leveson-Gower              |                                         | John Leveson-Gower, I conte Gower |                                                 |  |  |       |  |  |                                          |  |  |                                        |  |
|                                          |                                         | lady Evelyn Pierrepont            | Evelyn Pierrepont, I duca di Kingston-upon-Hull |  |  |       |  |  |                                          |  |  |                                        |  |
|                                          |                                         | lady Evelyn Pierrepont            | Evelyn Pierrepont, I duca di Kingston-upon-Hull |  |  |       |  |  |                                          |  |  |                                        |  |
|                                          |                                         | lady Evelyn Pierrepont            | lady Mary Feilding                              |  |  |       |  |  |                                          |  |  |                                        |  |
|                                          |                                         | lady Evelyn Pierrepont            |                                                 |  |  |       |  |  |                                          |  |  |                                        |  |